# Дымянка лекарственная
Дымя́нка лека́рственная, или Дымя́нка апте́чная, или Ди́кая ру́та (лат. Fumária officinális) — однолетнее растение; вид рода Дымянка подсемейства Дымянковые семейства Маковые.

## Ботаническое описание

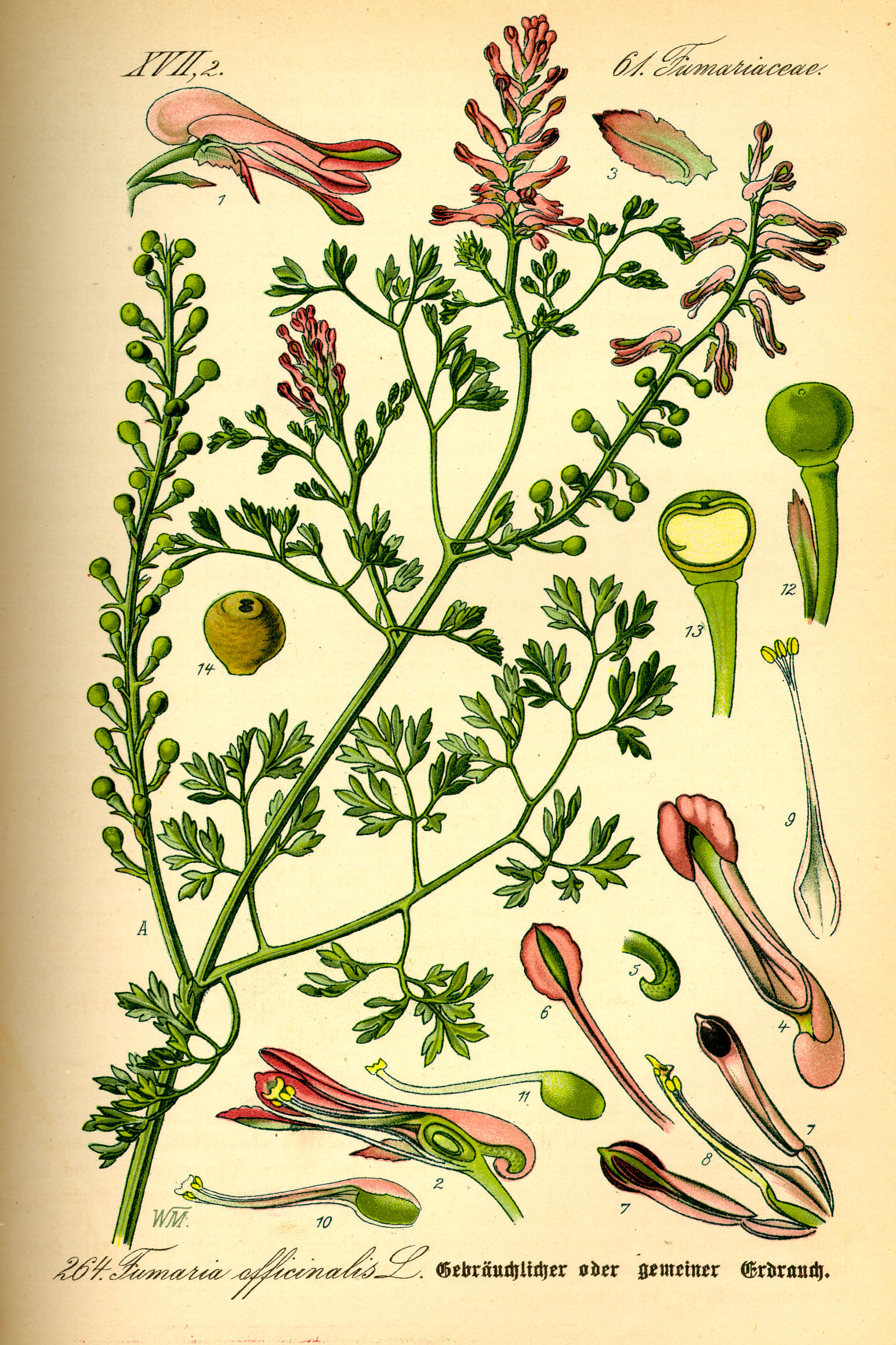

Однолетнее, редко двулетнее голое растение.
Высота растения 20—30 см. Покрыто серовато-зелёным восковым налётом. Стебель восходящий или прямостоячий, гранёнобороздчатый, разветвлённый.
Листья двоякоперистые или дважды перисто-рассечённые на узкие удлинённо-линейные доли.
Цветок розово-фиолетовый, неправильной формы, 7—9 мм длиной, в пазушных кистях. Венчик из четырёх неодинаковых лепестков, верхний из которых имеет короткий шпорец у основания. Цветёт с июня по октябрь.
Плод — прижато-округлый орешек.

## Распространение и экология
Растёт на залежных лугах, полях, огородах, иногда как сорное растение на посевах. Распространена по всей Европе, Средиземноморскому побережью, на Кавказе и в Восточной Сибири.

## Классификация

### Таксономия
Fumaria officinalis L., 1753, Sp. Pl.: 700
Вид Дымянка лекарственная относится к роду Дымянка (Fumaria) трибы Дымянковые (Fumarieae) подсемейства Дымянковые (Fumarioideae) семейства Маковые (Papaveraceae) порядка Лютикоцветные (Ranunculales). Таксономическая схема в соответствии с Системой APG IV по состоянию на декабрь 2023 года:
|  |                          |  |                                   |                                   |                   |  | еще 6 семейств | еще 6 семейств     |                         |  |  |  | еще 20 родов                                                    | еще 20 родов          |  |  |
|  |                          |  |                                   |                                   |                   |  | еще 6 семейств | еще 6 семейств     |                         |  |  |  | еще 20 родов                                                    | еще 20 родов          |  |  |
|  |                          |  |                                   | порядок Лютикоцветные             |                   |  |                |                    | подсемейство Дымянковые |  |  |  |                                                                 | Дымянка лекарственная |  |  |
|  |                          |  |                                   | порядок Лютикоцветные             |                   |  |                |                    | подсемейство Дымянковые |  |  |  |                                                                 | Дымянка лекарственная |  |  |
|  | клада Цветковые растения |  |                                   |                                   | семейство Маковые |  |                |                    | род Дымянка             |  |  |  |                                                                 |                       |  |  |
|  | клада Цветковые растения |  |                                   |                                   |                   |  |                |                    |                         |  |  |  |                                                                 |                       |  |  |
|  |                          |  | ещё 63 порядка цветковых растений | ещё 63 порядка цветковых растений |                   |  |                | еще 1 подсемейство | еще 1 подсемейство      |  |  |  | еще 56 подтвержденных видов и 16 видов, ожидающих подтверждения |                       |  |  |
|  |                          |  |                                   | ещё 63 порядка цветковых растений |                   |  |                |                    | еще 1 подсемейство      |  |  |  |                                                                 |                       |  |  |

### Внутривидовые таксоны
- Fumaria officinalis subsp. cilicica (Hausskn.) Lidén
- Fumaria officinalis subsp. wirtgenii (W.D.J.Koch) Arcang.

### Синонимы
- Fumaria angustifolia Gilib.
- Fumaria diffusa Arn. ex Parl.
- Fumaria gasparinii Bab.
- Fumaria major V.Ten.
- Fumaria media Loisel.
- Fumaria muralis Gren. & Godr.
- Fumaria officinalis subsp. officinalis
- Fumaria officinalis var. elegans Pugsley
- Fumaria officinarum Neck.
- Fumaria petteri V.Ten.
- Fumaria pulchella Salisb.

## Лекарственные свойства
Является источником фумаровой кислоты. Надземная часть (фармацевтическое название лат. Herba fumarae officinalis) содержит также алкалоиды (0,2—1,6 %), дубильные вещества (2,9 %), смолы (4,7 %), витамины C и K.
В народной медицине применяются настои и настойки травы в качестве общеукрепляющего, мочегонного, потогонного и улучшающего перистальтику кишечника средство, при язве желудка и метеоризме. Настойка травы обладает также обезболивающим действием. Есть сведения об успешном применении дымянки лекарственной при ипохондрии и истерии. В сборах, совместно с другими лекарственными растениями, применяют при заболеваниях верхних дыхательных путей и пороках сердца. В Болгарии народные медики применяют дымянку при лечении гепатита (желтухи), а свежий сок при кожной сыпи и лишаях. Возможно, действующие вещества растения способны накапливаться в организме принимающего человека.
В качестве лекарственного сырья используется надземная часть растения, собранная во время цветения. Растение входило в состав Фармакопеи СССР (I—III издания), входит в Фармакопеи Франции и Бразилии.

## Хозяйственное значение и применение
Эссенцию из цветущего растения применяют в гомеопатии.
Может окрашивать шерсть в жёлтый и зелёный цвета.